# Administració pública d'Espanya
L'Administració pública d'Espanya és l'aparell de govern i gestió dels interessos públics dels ciutadans espanyols.
L'article 103.1 de la Constitució espanyola estableix que l'Administració pública serveix amb objectivitat els interessos generals i actua d'acord amb els principis d'eficàcia, jerarquia, descentralització, desconcentració i coordinació, amb sotmetiment ple a la Llei i al Dret.
Així mateix, l'article 2 de la Llei de Règim Jurídic de les Administracions Públiques i del Procediment Administratiu Comú (LRJAPiPAC) estableix que s'entén per Administracions Públiques:
- l'Administració General de l'Estat
- les Administracions de les Comunitats Autònomes
- i les Entitats que integren l'Administració local

Les Entitats de Dret Públic amb personalitat jurídica pròpia vinculades o dependents de qualsevol de les Administracions Públiques tindran així mateix la consideració d'Administració pública.
Cadascuna de les tres organitzacions administratives (central, autonòmica i local) tenen administracions perifèriques en les zones delimitades del seu territori. Per exemple: les administracions autonòmiques compten amb Delegacions provincials de les Conselleries.
L'estructura de l'Administració pública presenta una gran pluralitat d'administracions amb personalitat jurídica pròpia i inclou, no sols les Administracions territorials (Administració General de l'Estat, Administracions Autonòmiques i Administració local), sinó també les Administracions instrumentals o institucionals (Organismes públics) i les Administracions corporatives (Col·legis professionals, Cambres de Comerç, etc.).
Des de la fi de 1992, es va parlar de l'administració única, un model d'administració que s'ajustara a la realitat de l'organització territorial espanyola.

## Principis constitucionals
La Constitució estableix en els articles 103 al 107 els principis:
Criteris d'actuació
- Principi d'objectivitat
- Principi d'eficàcia
- Principi de participació de la ciutadania

Criteris organitzatius
- Principi de descentralització
- Principi de desconcentració
- Principi de coordinació
- Principi de legalitat orgànica